# Eulithis obscurata
Eulithis obscurata är en fjärilsart som beskrevs av Emil Barca 1922. Eulithis obscurata ingår i släktet Eulithis och familjen mätare. Inga underarter finns listade i Catalogue of Life.